# إمبراطورية طربزون
كانت إمبراطورية طربزون إمبراطورية ملكية، وهي واحدة من ثلاث خلفت الإمبراطورية البيزنطية التي ازدهرت خلال الفترة من القرن الثالث عشر وحتى القرن الخامس عشر، ضمت أراضي الركن الشمالي الغربي الأقصى من الأناضول (بنطس)، وشبه جزيرة القرم الجنوبية. تشكلت الإمبراطورية عام 1204 بعد الحملة الجورجية في تشالديا وبافلونيا، بقيادة ألكسيوس كومنينوس، قبل أسابيع قليلة من نهب القسطنطينية. بعد ذلك أعلن ألكسيوس نفسه إمبراطورًا على طربزون (حاليًا طربزون، تركيا). مارس أليكسيوس وديفيد كومنينوس، حفيدا الإمبراطور المخلوع أندرونيكوس الأول كومنينوس، ضغوطًا على الإمبراطور البيزنطي ألكسيوس الخامس دوكاس يزعمان فيها أنهما «أباطرة رومانيون». اعتُبر الأباطرة البيزنطيون الذين تعاقبوا، كما يروى عن المؤلفين البيزنطيين، مثل: جورج باجيمير، نيكيفوروس جريجوراس، وجون لازاروبولوس، وباسيليوس بيساريون، أنهم «أمراء شعب اللاز»، في حين أن ملكية هؤلاء «الأمراء» كانت تسمى أيضًا لازيكا. بعبارة أخرى، كانت دولتهم تعرف باسم إمارة ليزيس، وهكذا، من وجهة نظر الكتاب البيزنطيين المتصلين باللاسكاريس ولاحقًا بالسلالات الباليولوجية، فإن حكام طربزون لم يكونوا أباطرة.
بعد أن أطاح الصليبيون في الحملة الصليبية الرابعة بأليكسيوس الخامس وأسسوا الإمبراطورية اللاتينية، أصبحت إمبراطورية طربزون واحدة من ثلاث دول بيزنطية تخلف العرش الإمبراطوري، إلى جانب إمبراطورية نيقية تحت حكم عائلة لاسكاريس، وديسبوتية إبيروس تحت حكم فرع من عائلة أنجيلوس. تسببت الحروب اللاحقة في ظهور إمبراطورية ثيسالونيكي، والحكومة الاستعمارية التي ظهرت من إبيروس، وانهيار في أعقاب النزاعات مع نيقية وبلغاريا، واستعادة إمبراطورية نيقية النهائية للقسطنطينية عام 1261. على الرغم من استعادة إمبراطورية نيقية للقسطنطينية، فقد استمر أباطرة طربزون بوسم أنفسهم على أنهم «أباطرة رومان» لمدة عقدين من الزمن، واستمروا في الضغط على مطالبتهم بالعرش الإمبراطوري. تخلى إمبراطور طربزون جون الثاني رسميًا عن مطالب اللقب الإمبراطوري الروماني والقسطنطينية نفسها بعد 21 سنة من سيطرة إمبراطورية نيقية على المدينة، ما غير لقبه الإمبراطوري من «إمبراطور وبغاطر الرومان» إلى «إمبراطور وبغاطر كل الشرق، وايبيريا، وبيراتيا».
استمرت إمبراطورية طربزون لفترة أكثر من غيرها من الدول التي خلفت الإمبراطورية البيزنطية. لم تعد ديسبوتية إبيروس تنافس العرش البيزنطي حتى قبل احتلالها من الإمبراطورية النيقية، واحتُلَت لفترة وجيزة من الإمبراطورية البيزنطية المستعادة (1340)، بعد ذلك أصبحت تابعة للإمبراطورية الصربية، وورثها الإيطاليون في وقت لاحق، وسقطت في النهاية بيد الإمبراطورية العثمانية عام 1479. في الوقت الذي استعادت فيه إمبراطورية نيقية الإمبراطورية البيزنطية من خلال استعادة السيطرة على العاصمة، فقد انتهى كل ذلك عام 1453 بعد سيطرة العثمانيين على القسطنطينية. سقطت إمبراطورية طربزون عام 1461 على يد السلطان العثماني محمد الفاتح، بعد حصار دام شهر، وأسر حاكمها وعائلته، الأمر الذي مثل النهاية الأخيرة للتقاليد الاستعمارية الرومانية التي بدأت في أغسطس قبل 1,488 عامًا. استمرت إمارة تيودورو، وهي فرع من طربزون، 14 سنة أخرى، وسقطت بيد العثمانيين في 1475.

## الأصول
لطربزون تاريخ طويل من الحكم الذاتي قبل أن تصبح مركز إمبراطورية صغيرة في أواخر العصور الوسطى. أصبحت طربزون مستعمرة يونانية بارزة على ساحل البحر الأسود الشرقي بعد تأسيسها بوقت قصير، وذلك بسبب موانئها الطبيعية، وتضاريسها التي يمكن الدفاع عنها، وإمكانية وسهولة الوصول إلى المناجم الفضية والنحاسية. أتاح بُعدها عن العواصم الرومانية للحكام المحليين الفرصة لتعزيز مصلحتهم الخاصة. في القرون التي سبقت تأسيس الإمبراطورية، كانت المدينة تحت سيطرة عائلة غابراس المحلية، والتي - في حين ما تزال رسميًا جزءًا من الإمبراطورية البيزنطية- سكت العملة الخاصة بها.
أطلق حكام طربزون على أنفسهم ميغاس كومنينوس «كومنينوس العظيم»، وعلى غرار نظرائهم في الدولتين الأخريين اللتين خلفتا من الإمبراطورية البيزنطية –إمبراطورية نيقيا وديسبوتية إبيروس- ادعوا في البداية سيادتهم بوصفهم «أباطرة وبغاطر الرومان». ولكن بعد أن استعاد إمبراطور نيقية ميخائيل الثامن باليولوج القسطنطينية عام 1261، أصبح استخدام سلاسة الكومنينيون للقب «إمبراطور» أمرًا مزعجًا. في عام 1282، تجرد جون الثاني كومنينوس من لقبه الإمبراطوري قبل أسوار القسطنطينية قبل أن يتزوج ابنة ميخائيل، وقبل لقبه الطاغية القانوني، ومع ذلك، أخذ خلفاؤه لقب «إمبراطور وبغاطر كل الشرق، وايبيريا، وبيراتيا» حتى نهاية الإمبراطورية عام 1461. 

## الجغرافيا
جغرافيًا، ضمت إمبراطورية طربزون أراضي الشريط الضيق على طول الساحل الجنوبي للبحر الأسود والنصف الغربي لجبال بونتيك، جنبًا إلى جنب مع غازاريان بيراتيا، أو جنوب شبه جزيرة القرم.
كان مركز الإمبراطورية هو ساحل البحر الأسود الجنوبي من مصب نهر يشلرماك، ومنطقة عرفت في إمبراطورية طربزون باسم ليمنيا، تمتد غالبًا في الشرق حتى نهر أكامبسيس، وكذلك منطقة عرفت باسم لازيا; قال أنتوني برير إن ستة من أصل سبعة مقاطعات إدارية بيزنطية من تشالديا قد بقيت تعمل تحت أوامر حكام طربزون حتى نهاية الإمبراطورية، وقد ساعدتهم الجغرافيا في ذلك. كما شكلت الجغرافيا الحدود الجنوبية لهذه الدولة: إذ شكلت جبال بونتيك حاجزًا أمام الأتراك السلاجقة في البداية، ولاحقاً أمام الناهبين التركمان، حيث انخفضت حدة هجماتهم إلى الحد الذي يمكن للأباطرة التعامل معه. تقام على أنقاض هذه الإمبراطورية اليوم جميع أو أجزاء من المحافظات التركية الحديثة، وتشمل: سينوب، وسامسون، وأردو، وغيرسون، وطربزون، وبايبرد، وكوموش خانة، وريزه، والأجزاء الساحلية من أرتوين. في القرن الثالث عشر، اعتقد بعض الخبراء أن الإمبراطورية سيطرت على غازاريان بيراتيا، لا سيما مناطق القرم، والكرج، والخيرسون. توسع ديفيد كومنينوس، الأخ الأصغر للإمبراطور الأول، بشكل سريع إلى الغرب، حيث احتل سينوب أولًا، ثم الأجزاء الساحلية من بافلونيا (يقابلها اليوم أراضي محافظة قسطموني، وبارتين، وزانغولداك) وهيراكليا بونتيك (يقابلها اليوم أراضي كارادينيز إيرجلي) حتى وصل إلى حدود إمبراطورية نيقيا، بيد أن التوسع كان قصير الأجل: إذ خسر ديفيد الأراضي الواقعة غرب سينو أمام ثيودور الأول لاسكاريس بحلول عام 1214، وسقطت سينوب بيد السلاجقة في نفس السنة، وواصل أباطرة طربزون الكفاح من أجل استعادة السيطرة عليها بقية القرن الثالث عشر.

## تاريخ

### خلفية عامة
كانت مدينة طربزون عاصمة لمقاطعة تشالديا، واعتبرت، بحسب الجغرافي العربي أبو الفداء في القرن العاشر، ميناءً للازيكان. أظهرت تشالديا ميولها الانفصالية بشكل فعلي في القرنين العاشر والحادي عشر، وذلك عندما أصبحت تحت سيطرة قائد محلي يدعى ثيودور غابراس، الذي بحسب المؤرخة آنا كومنينا اعتبر طربزون والمناطق المحيطة بها «كغنيمة سقطت بين يديه»، ونصب نفسه كأمير مستقل. اعترف به الإمبراطور البيزنطي ألكسيوس الأول كومنينوس حاكمًا لتشالديا، لكنه أبقى ابنه في القسطنطينية كرهينة لحسن سلوكه. مع ذلك، أثبت غابراس أنه جدير بالثقة بعد أن صد هجومًا جورجيًا على طربزون. تمرد أحد خلفائه واسمه غريغوري تارونيت بمساعدة سلطان كبادوكيا، لكنه هُزِم وسُجن، ليصبح حاكمًا مرة أخرى. يعد قسطنطين غبراس خليفة آخر لثيودور، وصفه نيكيتاس بأنه كان طاغية ومستبدًا إبان حكمه لطربزون، وبسبب تصرفاته، أرسل الإمبراطور يوحنا الثاني كومنينوس حملة ضده عام 1139، ورغم أنها لم تحقق أي نتيجة تذكر، إلا أنه كان آخر حاكم متمرد عرف بالتاريخ قبل أحداث 1204.

## أعلام
- ماريا الطرابزونية